# Polittico Roverella

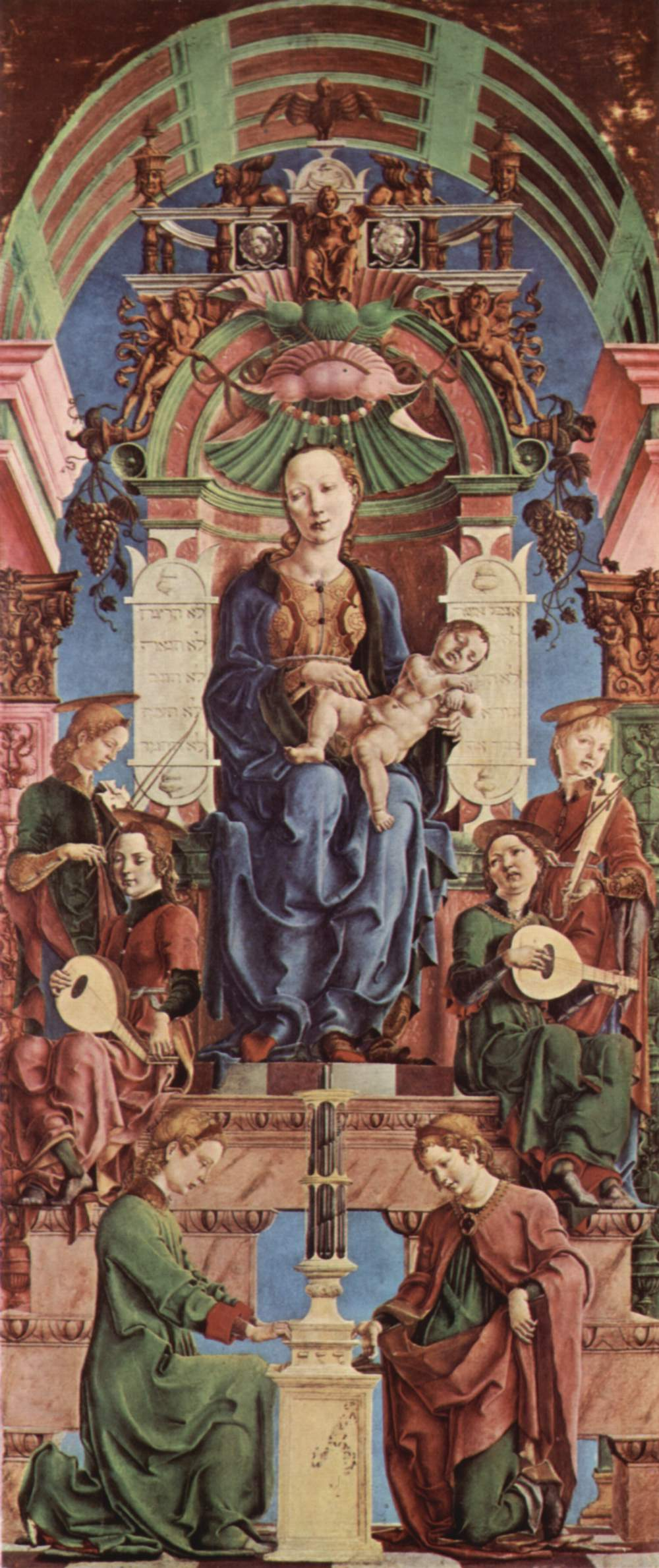
Madonna col Bambino in trono

Il Polittico Roverella venne dipinto da Cosmè Tura nel 1470-1474 a Ferrara, con olio e tempera all'uovo su tavola di pioppo. Smembrato in più musei e in parte disperso, era una delle opere più significative dell'artista e del Rinascimento ferrarese in generale.

## Storia
Il polittico fu dipinto per la chiesa di San Giorgio fuori le mura a Ferrara per commemorare il vescovo Lorenzo Roverella, su commissione di suo fratello Bartolomeo, abate del monastero olivetano e cardinale. Danneggiato da un'esplosione nel 1709,venne poi rimosso.
Del polittico resta una descrizione settecentesca di Girolamo Baruffaldi. Sulla base di quelle informazioni Maurizio Bonora ne ha realizzato una ricostruzione con la tecnica della grafite su carta.

## Descrizione
Il polittico era composto da sei scomparti principali, con una grande Madonna col Bambino in trono al centro e ai lati due pannelli più bassi, con santi e personaggi della famiglia Roverella, sormontati da un pannello con un santo inginocchiato ciascuno. In alto si trovava la grande lunetta con la Pietà, un'opera di grande partecipazione emozionale forse ispirata a uno dei numerosi gruppi scultorei raffiguranti il Compianto sul Cristo morto allora molto diffusi in Romagna. In basso si trovava poi una predella composta da un numero imprecisato di tondi (forse sette), dei quali se ne conoscono oggi tre.
Dei pannelli laterali si è conservato solo quello dei Santi Maurelio e Paolo con Niccolò Roverella, dove si nota, nel panneggio del mantello di Paolo, quel tipico stile di Tura nel rendere le pieghe come se fossero pesanti e bagnate, con un forte chiaroscuro. Notevoli dovevano poi essere, nel complesso, gli scorci prospettici con punto di fuga ribassato, che permettevano di vedere le volte a lacunari degli sfondi architettonici, come è ben evidente nello scomparto centrale.
I pannelli conosciuti sono:
- Madonna con Bambino in trono, 239x102 cm, Londra, National Gallery
- Pietà e santi, 132x267 cm, Parigi, Musée du Louvre
- Santi Maurelio e Paolo con Niccolò Roverella, Roma, Galleria Colonna
- Circoncisione, tondo, diametro 38 cm, Boston, Isabella Stewart Gardner Museum
- Fuga in Egitto, tondo, diametro 38 cm, New York, Metropolitan Museum
- Adorazione dei Magi, tondo, diametro 38 cm, Cambridge (Massachusetts), Fogg Art Museum
- San Giorgio, 39x29 cm, San Diego, San Diego Museum of Art

Nel pannello inferiore di sinistra dovevano trovare i santi Lorenzo e Giorgio /frammento di San Diego), con inginocchiato il vescovo Lorenzo.

## Galleria d'immagini

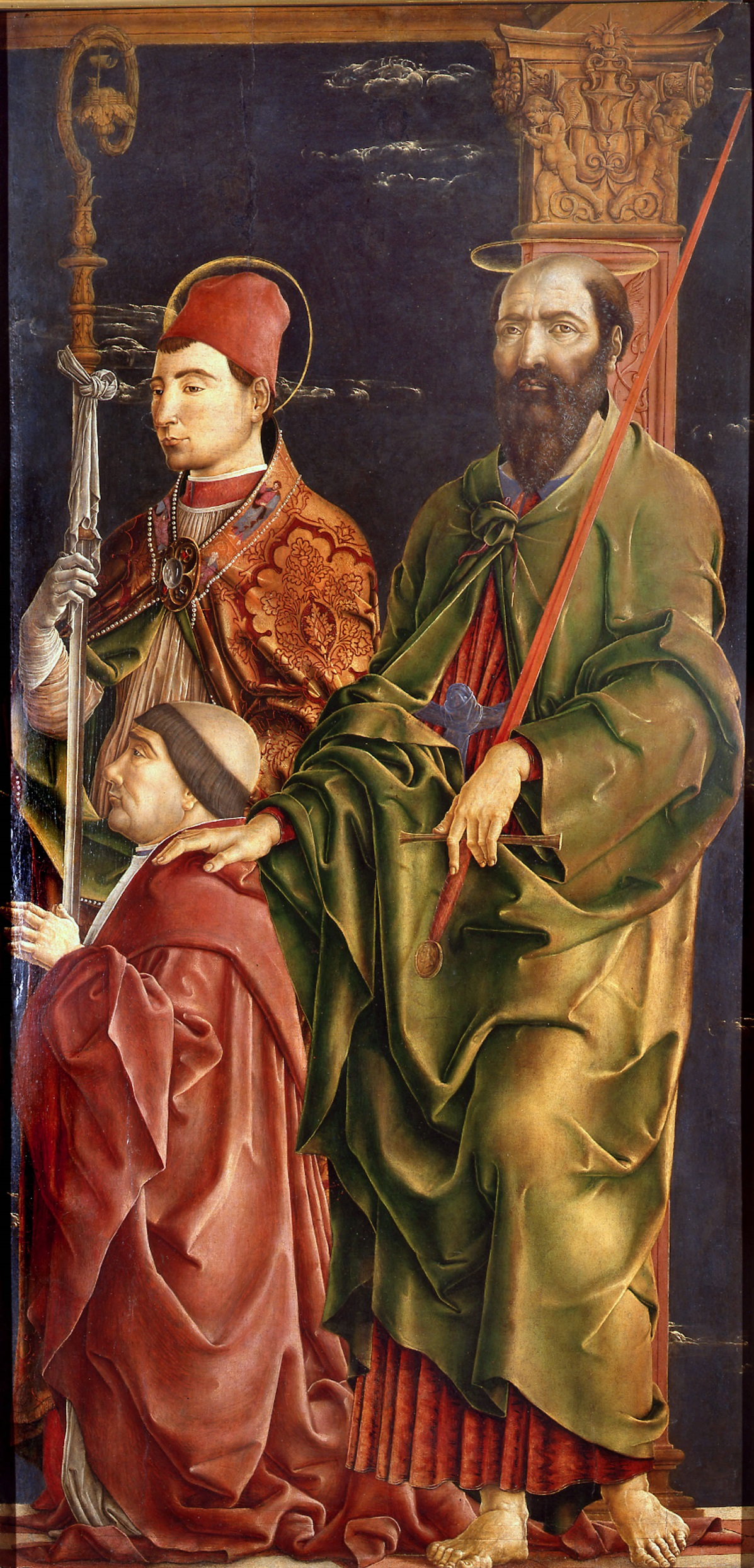
Santi Maurelio e Paolo con Niccolò Roverella
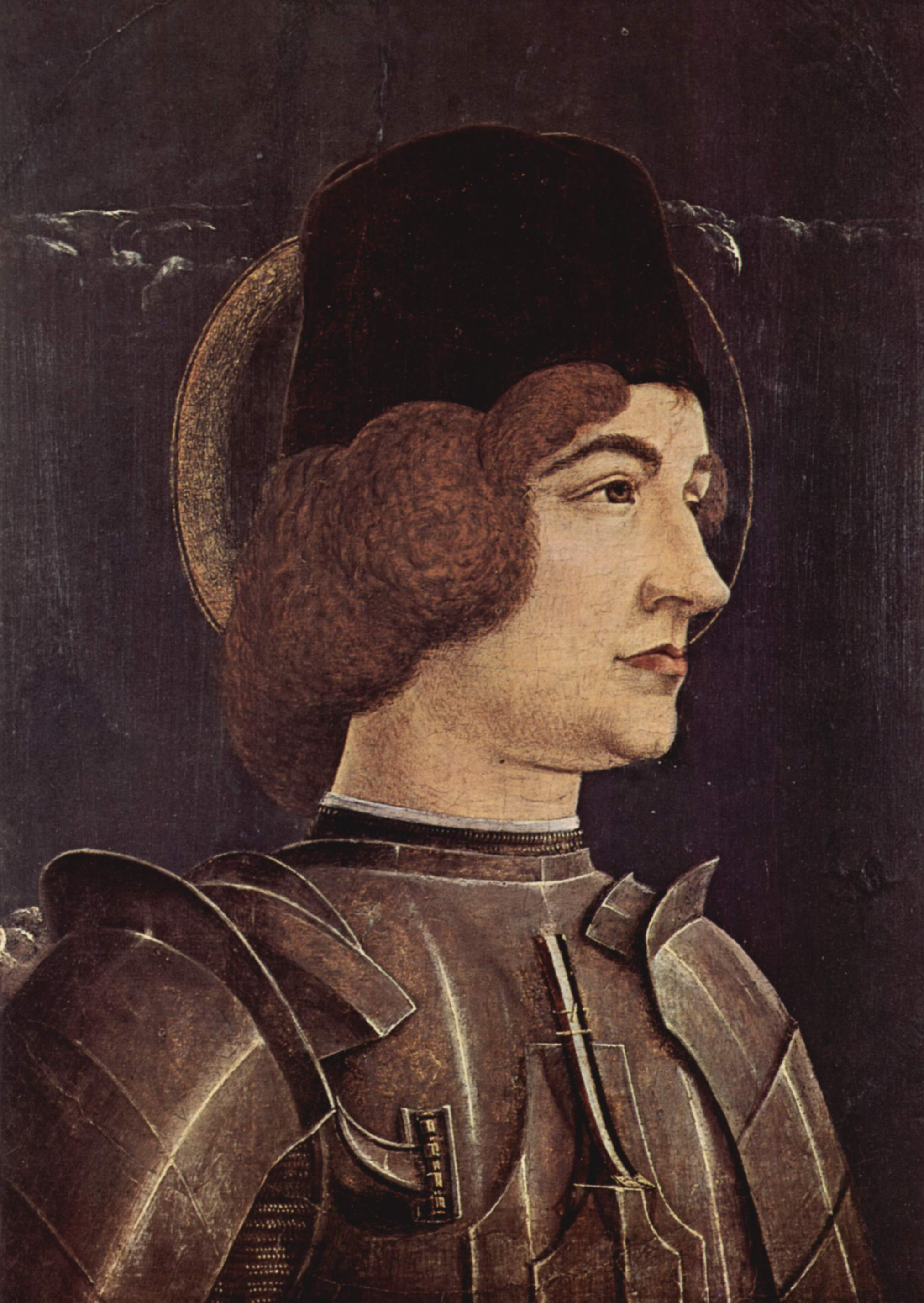
San Giorgio
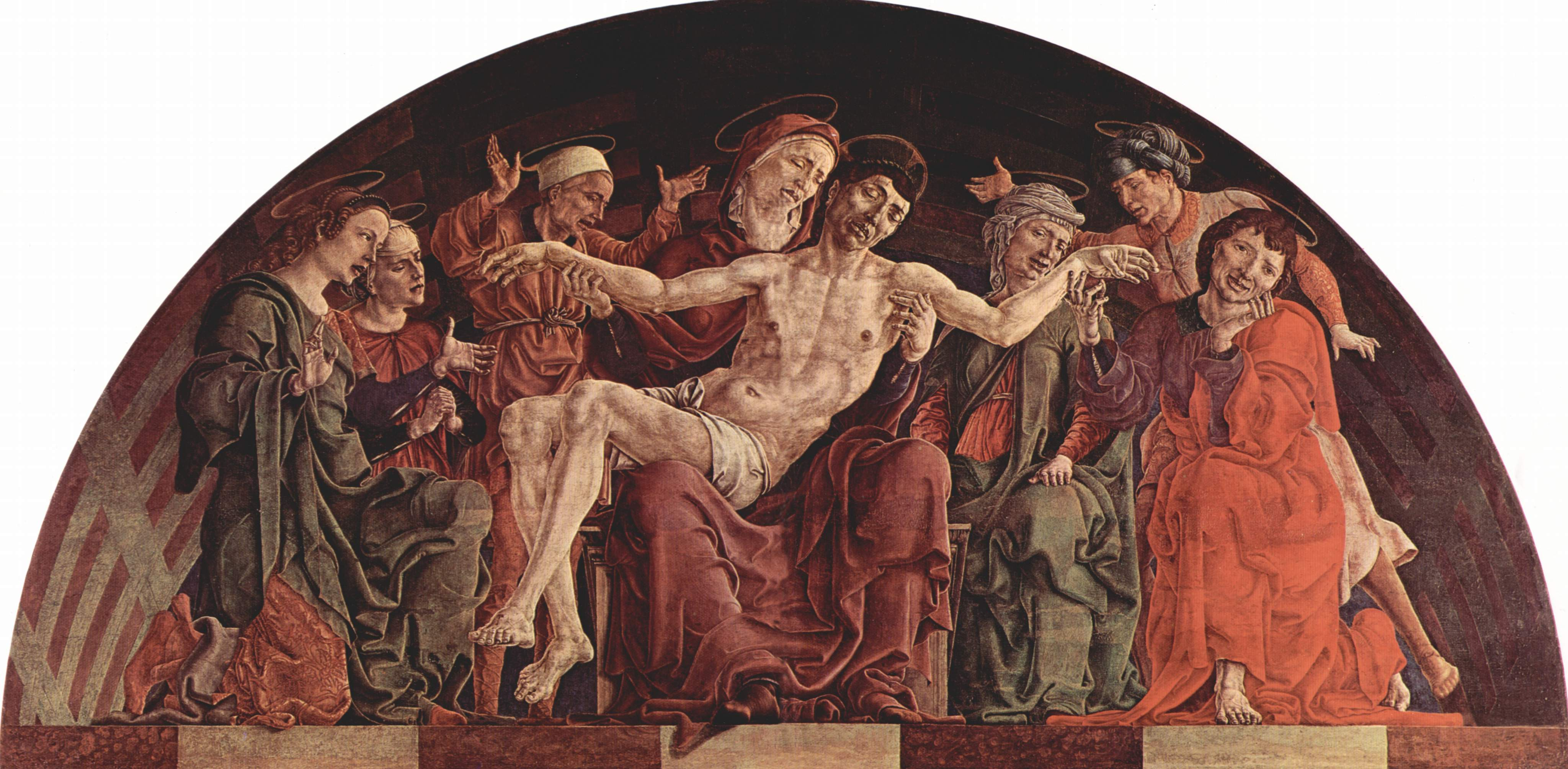
Pietà
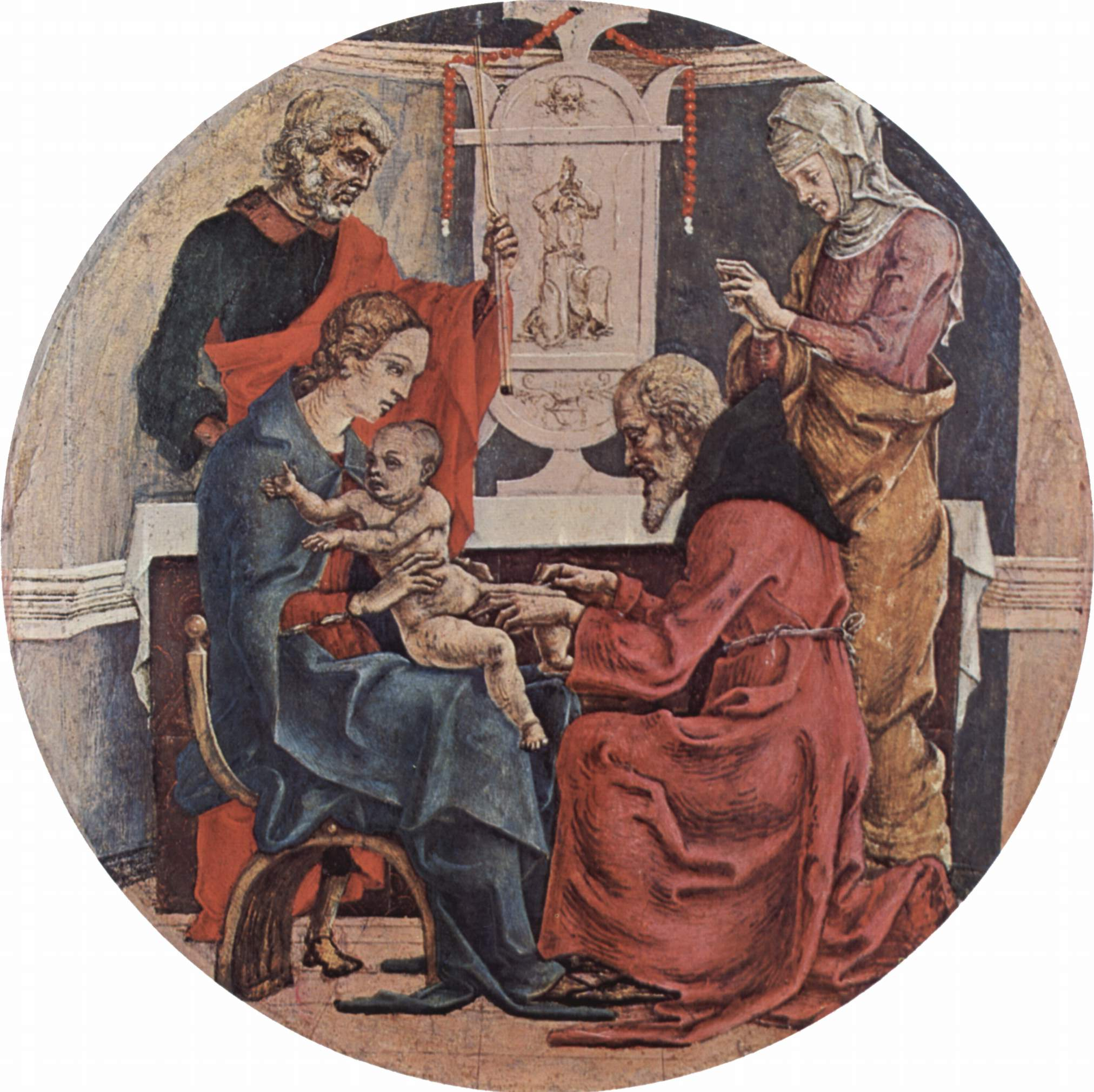
Tondo della Circoncisione